# 부차 학살
부차 학살은 2022년 러시아의 우크라이나 침공 당시 우크라이나 키이우주의 소도시 부차를 점령하던 러시아 연방군이 시민들을 살해한 사건이다. 이 같은 학살 사실은 2022년 4월 1일 러시아군이 부차에서 철수하고 우크라이나 측이 도시를 탈환, 내부의 실상이 사진과 영상 등으로 확인되면서 본격적으로 드러나게 되었다. 부차 시장의 주장에 따르면 이번 학살로 살해된 시민은 300명이 넘은 것으로 집계되었다. 우크라이나 정부는 현재 진행형인 러시아의 침공 관련 조사의 일환으로, 부차에서의 사건도 국제형사재판소 (ICC)에 의뢰하여 러시아의 전쟁 범죄 행위에 해당되는지 그 여부를 묻고자 하였다.
러시아 정부는 학살 사실을 부인하면서, 부차에서 발견된 시신을 촬영한 영상과 사진 등은 우크라이나 측의 도발 내지는 자작극이라고 주장하였다. 이에 대하여 DW, 이코노미스트지, BBC, AP통신, AFP통신, 뉴욕타임스 등의 외신들은 직접 취재 및 목격자 증언, 위성사진 비교 등 여러 증거를 통해 부차학살 사실을 밝혔다. 특히 살아남은 부차 시민들의 목격 증언은 러시아군을 향한 규탄 여론을 더했다. 대한민국의 언론들도 부차 주민들을 직접 취재하였고 주민들은 러시아군이 행한 민간인 학살을 증언하였다.

## 배경
2022년 우크라이나 침공이 개시되자 러시아 연방군은 벨라루스 남부 국경을 넘어 우크라이나 북부 지역으로 진격했다. 가장 적극적이었던 공세는 우크라이나 수도 키이우를 향한 것으로, 키이우 북부 쪽으로 대대적인 군사차량 행렬을 전개하기도 했다. 2022년 2월 27일 러시아군 선발대는 부차시 진격에 성공하여 키이우주 일대 도시를 처음으로 점령하게 되었다. 우크라이나 국방부 정보총국에 따르면 이 당시 부차를 점령했던 부대는 제64차량화소총여단과 제35연합군으로 알려졌다.
러시아군의 키이우 공세가 아직 진행 중이던 3월 말 들어서, 알려지지 않은 민간인 피해가 벌어졌을 수 있다는 우려가 제기되기 시작하였다. 우크라이나 검찰총장 이리나 베네딕토바는 우크라이나 검찰이 침공 기간 동안 러시아 측이 저지른 전쟁 범죄 혐의 사건 약 2,500여건에 대한 증거를 수집했으며, "수백 명의 용의자"를 식별했다고 밝혔다. 유엔 우크라이나 인권감독단장을 맡고 있는 마틸다 보그너도, 집중포화를 받고 있는 지역과 도시일수록 전력공급과 신뢰할 만한 보고체계가 제대로 이뤄지지 않아 민간인 사상자의 정확한 집계가 이뤄지지 않고 있다는 우려를 제기하였다.
3월 끝무렵부터는 키이우주를 비롯한 우크라이나 북부에서 러시아군이 전면 후퇴함에 따라 부차시를 점령하던 부대도 철수하였다. 이에 따라 2022년 4월 1일 우크라이나군이 부차시에 처음으로 진입하였다.

## 정황

### 러시아군 공세 시기
《키이우 인디펜던트》는 3월 4일 러시아군이 무장되지 않은 우크라이나 민간인 세 명을 사살했다고 처음 보도했다. 이들은 유기견 보호소에 식량을 전달하고 난 뒤 차량을 타고 돌아오던 길에서 러시아군과 마주쳤다. 이튿날 3월 5일 오전 7시 15분경에는 부차시를 빠져나가려던 두 가족이 탄 한 쌍의 차량이 치칼로바 거리를 지나던 중 러시아군에게 발각되는 일이 있었다. 러시아군은 이들 차량에 발포를 가했고, 뒤따라오던 차량에 타던 남성 한 명이 즉사하였다. 앞서가던 차량은 기관총 난사 세례를 받아 엄마와 아이 두 명이 사망했다.

### 러시아군 철수 이후

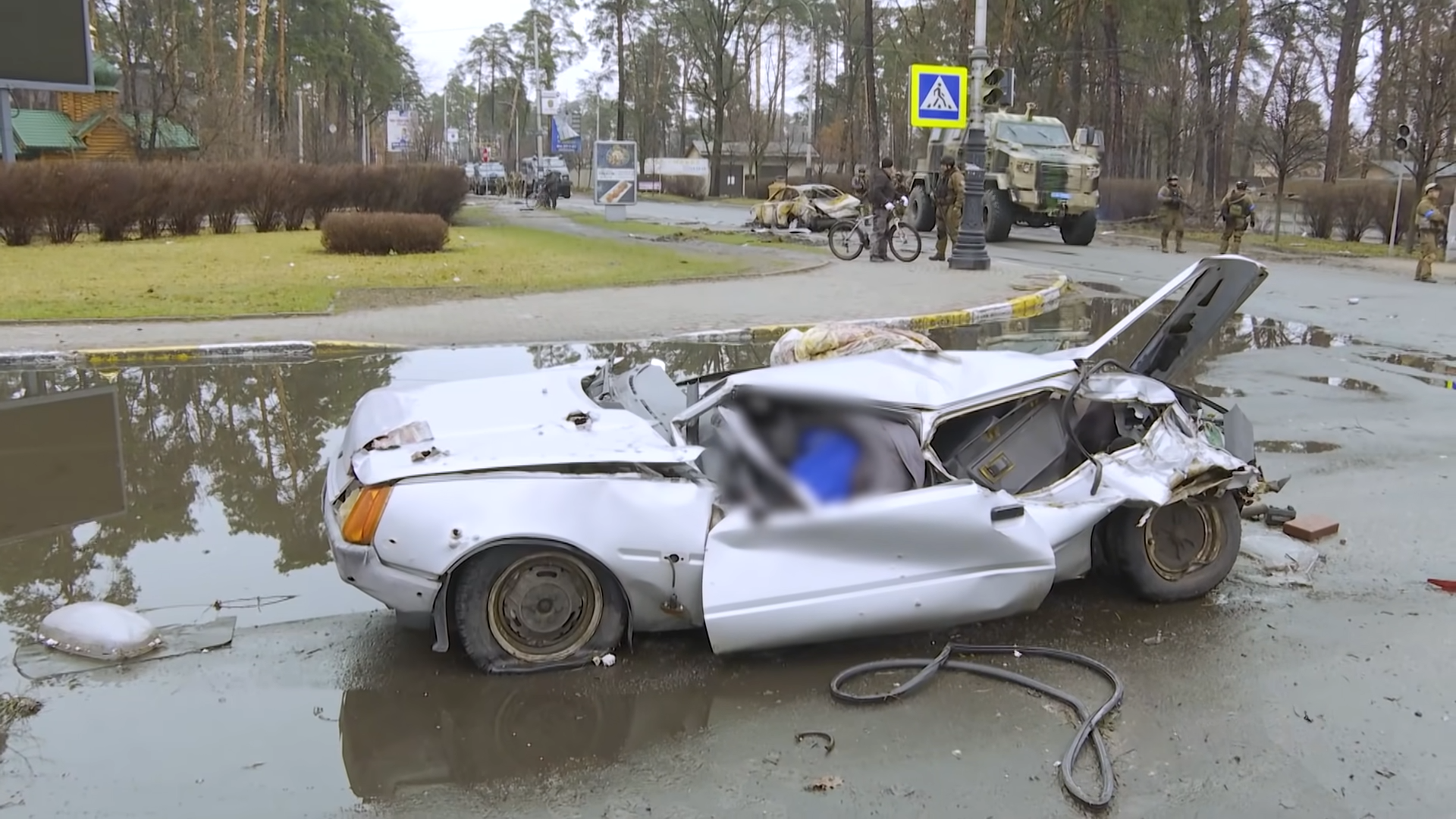
2022년 4월 2일 부차시에서 발견된 시신과 승용차. 전차에 깔린 것으로 보인다.

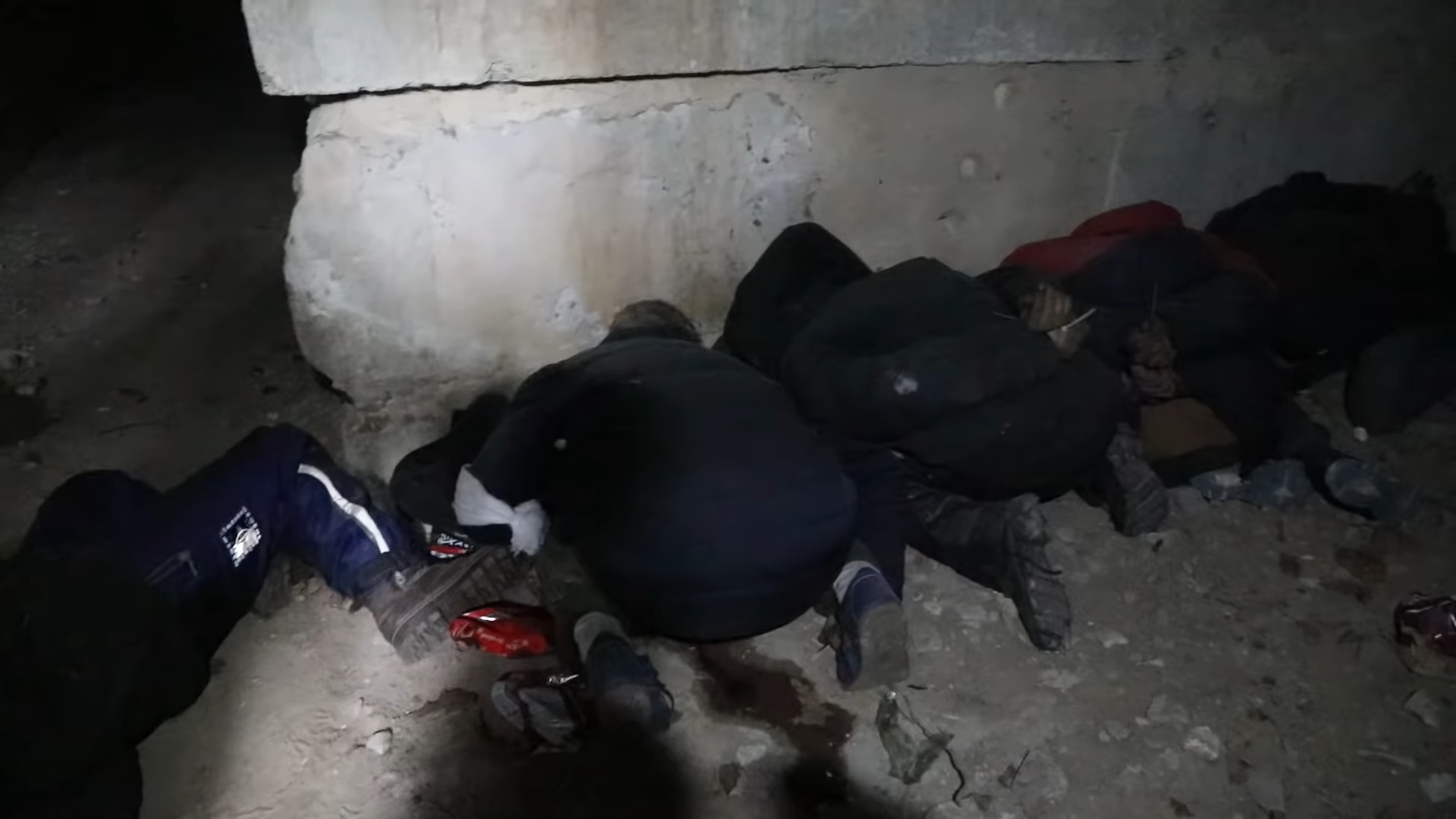
2022년 4월 3일 발견된 희생자의 시신들. 손이 플라스틱 수갑으로 묶인 채 처형당했다.

2022년 4월 1일 러시아의 철군으로 우크라이나가 부차를 탈환하면서 SNS에는 도시 현장을 담은 영상이 게시되기 시작했고, 대대적인 민간인 사상자가 있었음이 확인되었다. 부차 시장 아나톨리 페도루크는 이 일대에서 발견된 시신 가운데는 "러시아 군인 수백 구"도 있었다고 밝혔다. 이후 러시아군 점령 시기 동안 벌어진 전쟁 범죄의 참상을 보여주는 증거가 속속 드러났다. 우크라이나 국토방위군은 부차시 인근 자부치챠의 한 여름 캠프 건물 지하층에서 훼손된 남자, 여자, 어린이 시신 18구를 발견했다고 밝혔다. 우크라이나군이 공개한 영상에서는 해당 지하층이 고문실로 쓰인 것으로 보이는 정황이 담겨 있었다. 현장에 진입한 군인의 증언에 따르면 일부 시신은 귀가 잘리거나 치아가 빠져 있었으며, 인터뷰 전날에 시신들을 모두 옮겼다고 밝혔다. 또 자유유럽방송의 취재 결과 해당 지하실은 러시아군의 "처형실"로 씌였다는 사실이 확인됐다. 이와는 별개로 희생자의 시신이 도로에 놓여 방치된 모습도 공개됐다.
《키이우 인디펜던트》 지는 러시아군이 철수 직전에 도로 한켠에서 불태우고 떠난 시신들이 발견됐다며 그 사진을 공개했다. 희생자는 남성 1명, 여성 2~3명이며, 여성 시신은 담요로 덮인 나체 상태였다. 이에 대해 우크라이나 당국은 여성 시신의 경우 강간의 흔적이 있었으며 시신이 소각 처리됐다고 밝혔다. 《키이우 인디펜던트》지는 많은 시신이 등 뒤로 손이 묶인 채 발견된 점으로 미뤄보아, 러시아군이 우크라이나 시민들을 조직적인 수단으로 잡아내어 살해한 것으로 보인다고 보도하였다.
희생자 대다수는 쇼핑백을 지니는 등 일상 생활을 하던 도중에 처형된 것으로 보인다. 공개된 영상 가운데 일부 시신은 손이 묶여 있는 상태인가 하면, 다른 영상에서 등장한 시신은 자전거를 타다가 사망한 정황이 포착되었다. 부차 탈환과 함께 도시에 진입한 기자들은 민간인 복장을 한 시신을 최소 12구 발견했다고 보도하였다. CNN, BBC, AFP 통신 등의 언론에서도 부차 시의 거리와 야산에 방치된 수많은 민간인 시신들을 담은 영상을 보도하며, 일부 시신이 팔이나 다리가 묶여 있는 상태라고 밝혔다. 영국의 BBC 뉴스는 거리에서 20구 넘는 시신이 발견되었으며, 성당 내에서 발견된 시신, 전차로 짓뭉개고 지나가 훼손된 시신도 있었다고 보도했다. 4월 2일, AFP통신은 부차시 거리에 최소 20구가 넘는 남성 시신이 놓여 있으며 그 중 두 구는 손이 묶인 상태라고 보도하였다. 페도루크 시장은 이들 희생자가 전부 머리 뒤쪽에 총상이 나 있었다고 밝혔다.
4월 5일 AP통신은 부차시의 한 주택가 인근 놀이터에서 불에 탄 시신을 목격하였다고 보도했다. 한 시신은 두개골에 총탄 구멍이 나 있었으며, 어린이 시신도 불에 탄 채로 방치되어 있었다고 보도하였다. 같은 날 《워싱턴 포스트》는 우크라이나 당국의 수사팀이 고문, 참수, 신체절단, 그리고 시신 소각의 증거를 확보했다고 보도하였다. 또 살해된 시신 가운데는 함정으로 바꾸어 인계철선으로 지뢰를 설치해둔 사례도 발견했다고 전했다. 참수된 시신의 신원확인에 협조한 주민들은 러시아 군인들이 술에 취해 시민들을 상대로 가학행위를 자행했다는 증언을 남겼다.
4월 11일 뉴욕타임스는 현지 조사관과 목격자의 인터뷰를 통해, 부차에서 자행된 민간인에 대한 고문과 성폭행한 정황을 밝혔다. 개중에는 사용된 콘돔이 옆에 놓인, 강간의 흔적이 남아 있던 여성이나 감금되어 성폭행당한 후, 임신까지 한 다수의 사례가 있었다.

## 같이 보기
- 키이우 전투
  - 부차 전투 (2022년)
- 전쟁 범죄